# Les Escrocs
 (août 2022).
Si vous disposez d'ouvrages ou d'articles de référence ou si vous connaissez des sites web de qualité traitant du thème abordé ici, merci de compléter l'article en donnant les références utiles à sa vérifiabilité et en les liant à la section « Notes et références ».
Pour le groupe de musique, voir Les Escrocs (groupe).
Les Escrocs (France) ou L'Arnaque 2 : une affaire de famille (Québec) (The Great Money Caper) est le 7e épisode de la saison 12 de la série télévisée d'animation Les Simpson.

## Synopsis
La famille Simpson se rend à un spectacle de magie. Sur le chemin du retour, un esturgeon provenant d'un engin spatial russe atterrit sur le capot de la voiture. Homer et Bart décident alors de faire des tours de magie pour pouvoir payer les réparations. L'affaire étant peu fructueuse, ils se disputent, et Homer laisse Bart seul dans la rue. Le garçon, triste, s'assoit, et les passants croyant qu'il faisait la manche lui donnent de l'argent. De retour à la maison, Homer et son fils décident de se lancer dans les arnaques. Cette activité leur rapporte beaucoup d'argent, bien plus qu'il n'en fallût pas pour réparer la voiture. Lors d'une arnaque en collaboration avec Abraham Simpson (qui était en fait escroc professionnel) à la maison de retraite, les trois comparses se font piéger par un agent du FBI, et seul le grand-père parviendra à s'échapper en fauteuil roulant. Cet agent propose à Homer et Bart de se constituer prisonniers une fois arrivés au commissariat afin que les policiers soient "plus coulants". Ils s'enferment alors dans une cellule, et l'agent leur jette à travers les barreaux son badge, indiquant "Colgate Cavity Patrol" (patrouille Colgate des caries), avant de s'enfuir avec la voiture. De retour à la maison, Homer raconta qu'on lui avait volé la voiture alors qu'il allait prier à l'église, donnant une fausse description du voleur correspondant à Willie. Marge et Lisa préviennent alors la police, et assistent à l'arrestation du jardinier à la télévision. Homer et Bart regrettant d'en être arrivés là décident de tout avouer lors du procès, mais Homer préférera attendre de voir comment les choses se dérouleront. Finalement, Willie est condamné à 10 ans de prison. Il s'empare alors de l'arme du Chef Wiggum et tire dans les cheveux de Marge ainsi que sur le Principal Skinner. La situation devenant limite, Homer avoua qu'il arnaquait les gens et que tout était de sa faute. Marge fit alors sonner une cloche et toute l'assistance, euphorique, se leva d'un bond. C'étaient tous des acteurs qui avaient inventé cette machination pour donner une leçon à Bart et Homer.

## Erreurs
Quand les Simpson sont en voiture pour aller rentrer au début de l'épisode, on voit que Marge n'a plus de rouge à lèvres, mais dans le plan suivant, il est réapparu.